# Agregador de redes sociales
Un agregador de redes sociales es una aplicación que une contenidos procedentes de distintas redes sociales en un mismo espacio, con el objetivo de facilitar el acceso a los usuarios.
El uso de redes sociales por parte de los usuarios de todo el mundo se está convirtiendo en una actividad cada vez más frecuente. En estudios que se han realizado, se ha comprobado que las redes sociales ha superado al correo electrónico como la actividad más frecuente en red. Es más, más de dos tercios de la población con acceso a Internet son también usuarios de redes sociales.
Con la creciente popularización del uso de redes sociales en todo el mundo y con la gran variedad de servicios que existen, ha aparecido la necesidad por parte de los usuarios de vincularlos todos de alguna forma.

## Descripción
La agregación de redes sociales es el proceso de reunir contenido de distintas redes sociales en un mismo espacio con el objetivo de facilitar a los usuarios el acceso a sus contenidos sociales en línea. Las aplicaciones que lo hacen posible son los agregadores de redes sociales (en inglés, social network aggregators). Cuando un usuario inicia sesión en un agregador de redes sociales, puede acceder a las cuentas que tenga sincronizadas mediante una interfaz clara y sin tener que iniciar sesión en cada una por separado. 
El concepto de agregar contenidos en red en un solo lugar ya existía antes de los agregadores de redes sociales. Los clientes de correo electrónico como Microsoft Outlook o Mozilla Thunderbird, que ofrecen la posibilidad de vincular distintas cuentas de correo en la misma interfaz, son un ejemplo. Otro ejemplo son los agregadores de noticias (lectores RSS, Atom, etc.) como Google Reader o Netvibes, que añaden todas las suscripciones en sitios web o blogs en un único lugar, facilitando el acceso al usuario. Los marcadores sociales también realizan funciones de agregación. Permiten almacenar y compartir enlaces de Internet, dando la opción al usuario de poder acceder a ellos desde cualquier lugar y de clasificarlos con etiquetas según la temática. Algunos de los marcadores sociales más populares son Digg y Reddit.
Muchas veces, los agregadores de redes sociales también ofrecen la posibilidad de añadir estos servicios en su interfaz, dando la opción al usuario de disponer de sus contenidos sociales en un único espacio. La ventaja de los agregadores es la facilidad para acceder desde el mismo sitio a contenidos que se quieren consultar o visitar con frecuencia.

## Funcionamiento

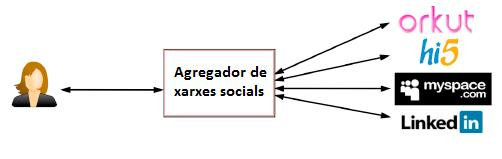
Diagrama de la conexión de un usuario a diferentes redes sociales.

Para que un usuario pueda acceder a todas sus redes sociales, los agregadores utilizan una conexión HTTP a dos bandas: una entre el usuario y el agregador y la otra entre el agregador y la red social. Normalmente, los agregadores utilizan una interfaz de programación de aplicaciones (API) proporcionada típicamente por la red social. Las API definen la capacidad de conexión entre dos componentes de software. En este caso en concreto, las redes sociales proporcionan el acceso a sus servicios mediante las API y los agregadores las utilizan. 
Para conseguir que la API pueda acceder a las acciones que realiza un usuario en una red social mediante una aplicación externa, es necesario que el agregador de redes sociales tenga los permisos necesarios para realizar esta comunicación. De esta manera, la red social tiene que dar permiso para acceder a su API al agregador. Para establecer la conexión también es necesario que el agregador de redes sociales conozca el usuario y contraseña de cada espacio social que se quiere sincronizar.

## Coincidencia de usuarios entre servicios de redes sociales
En noviembre de 2007, el economista Alex Patriquin de Compete.com realizó un estudio que comprueba la coincidencia de usuarios en múltiples redes sociales.
| Espacio    | Bebo | Facebook | Friendster | Hi5 | LinkedIn | MySpace | Ning | Orkut | Plaxo |
| ---------- | ---- | -------- | ---------- | --- | -------- | ------- | ---- | ----- | ----- |
| Bebo       | 100  | 25       | 2          | 3   | 1        | 65      | 1    | 0     | 0     |
| Facebook   | 4    | 100      | 2          | 2   | 2        | 64      | 1    | 1     | 9     |
| Friendster | 5    | 23       | 100        | 4   | 6        | 49      | 2    | 1     | 0     |
| Hi5        | 7    | 24       | 4          | 100 | 1        | 69      | 0    | 2     | 0     |
| LinkedIn   | 4    | 42       | 8          | 2   | 100      | 32      | 8    | 3     | 3     |
| MySpace    | 3    | 20       | 1          | 1   | 0        | 100     | 0    | 0     | 0     |
| Ning       | 6    | 35       | 6          | 1   | 19       | 44      | 100  | 2     | 2     |
| Orkut      | 3    | 26       | 4          | 7   | 8        | 29      | 2    | 100   | 1     |
| Plaxo      | 5    | 48       | 8          | 2   | 54       | 34      | 14   | 4     | 100   |

La tabla anterior muestra el porcentaje de usuarios de una determinada red social (filas) que pertenecen a otra (columnas). Por ejemplo, un 64% de los miembros de MySpace son también usuarios de Facebook, mientras que un 20% de los usuarios de Facebook son miembros de MySpace.
Un estudio realizado en 2009 en 11,000 usuarios demostró que la mayoría de usuarios de MySpace, LinkedIn y Twitter también lo son de Facebook.

## Ejemplos
Los agregadores de redes sociales pueden funcionar como aplicaciones web, clientes de escritorio o, incluso, como aplicaciones para dispositivos móviles.

### Aplicaciones web
La mayoría de agregadores sociales son aplicaciones web a las que se puede acceder desde cualquier ordenador con acceso a Internet mediante el navegador. Algunos de estos agregadores sociales más populares son:
- Hootsuite: agregador social con integración con Twitter, Facebook, LinkedIn, Myspace, Google+ y otros. Este servicio lo utilizan frecuentemente algunas empresas para administrar sus contenidos en línea. También se utiliza, en gran parte, como cliente de Twitter. Existe también la aplicación para dispositivos móviles y tablets (iPhone, iPad, dispositivos Android y Blackberry).
- Spindex: agregador de redes sociales proporcionado por Microsoft. Es compatible con Facebook y Twitter. También permite conectar con servicios RSS, con el buscador Bing y con Evernote. Para poder utilizar Spindex es necesario tener una cuenta de Windows Live.
- Metricool: agregador social con integraciones en Twitter, Facebook, LinkedIn, Youtube, Google Ads, Google My Business y TikTok Ads. También permite conectar con servicios RSS.Cuenta con la aplicación para dispositivos móviles y tablets (iPhone, iPad, dispositivos Android).
- Seesmic: agregador de contenido social disponible como aplicación web, móvil (iPhone, Android, Blackberry o Windows Phone) o cliente de escritorio (Mac OS X, Windows, Linux). Algunas redes sociales con las que puede sincronizar son Facebook, Twitter o LinkedIn.
- Friendfeed: agregador de servicios de noticias en línea (Google Reader (desaparecido), Reddit,...), contenidos en redes sociales (Facebook, Twitter,...), blogs (Blogger, Tumblr,...), contenidos audiovisuales (Flickr, last.fm, Pandora, Youtube,...) y demás. Fundado por exempleados de Google y posteriormente adquirido por Facebook Inc.
- Postcron: es el agregador de redes sociales más popular en América Latina. Tiene integración con Facebook, Twitter, Google Plus, LinkedIn, Pinterest e Instagram. Está disponible como aplicación web y para dispositivos móviles con versión Android y iOS.

### Clientes de escritorio
Otra forma de acceder a las redes sociales es mediante una aplicación de escritorio que hay que instalar en un ordenador. Algunos ejemplos son:
- Tweetdeck: es el cliente de Twitter más popular, también con integración con Facebook, Foursquare, Myspace, LinkedIn y Google Buzz. La aplicación está disponible para los sistemas operativos Windows, Mac OS X y Linux. También existe una aplicación para dispositivos iOS y Android.
- Sobees: cliente gratuito para Twitter y con soporte para Facebook y LinkedIn. Está disponible como aplicación web, cliente de escritorio y aplicación para dispositivos iOs y Android.

### Aplicaciones para dispositivos móviles
Son aplicaciones diseñadas para dispositivos móviles o tablets. Muchas de las aplicaciones web o de escritorio más populares como Sobees, Tweetdeck o Hootsuite se han optimizado también para dispositivos móviles. También existen aplicaciones únicamente diseñadas para dispositivos móviles:
- Social Jogger: Widget creado por la compañía Acer e integrado en los dispositivos Acer Iconia con sistema operativo Android. Añade integración con las redes sociales Facebook y Twitter y también sincroniza con Flickr y Plurk.
- Buzz Deck: Aplicación disponible para dispositivos iOS que ofrece la opción de acceder a contenidos en redes sociales, noticias, blogs, etc.
- Flipboard: aplicación para iPad y también optimizada para iPhone que permite vincular diferentes fuentes de información(blogs, periódicos,...) de diferentes temáticas. También dispone de integración con redes sociales y lector RSS.

Con tantos agregadores de redes sociales diferentes, ha aparecido el concepto de agregadores de agregadores de redes sociales, con el objetivo de parodiar el crecimiento exponencial en este ámbito. La página web FriendFeedFeed es un ejemplo de este nuevo concepto.